# Puente de Harvard
El puente de Harvard (también conocido como puente del MIT, puente de la Avenida Massachusetts y como puente "Mass. Ave.") está localizado en Boston, Massachusetts (Estados Unidos). Conecta la zona de Back Bay, en Boston, con la vecina localidad de Cambridge. Es un puente de vigas de acero que permite el paso de la avenida Massachusetts (Ruta 2A) sobre el río Charles. Es el puente más largo sobre el río, con 659,82 m de longitud (equivalentes a 2164,8 pies, o a 387,72 smoots).
Después de años de disputas internas entre Boston y Cambridge, el puente fue construido conjuntamente por las dos ciudades entre 1887 y 1891. Recibió el nombre del fundador de la Universidad de Harvard, John Harvard. Originalmente equipado con un vano central giratorio para permitir el paso de grandes embarcaciones, fue revisado varias veces a lo largo de los años, hasta que su superestructura fue reemplazada completamente a finales de la década de 1980, debido a un nivel de vibraciones inaceptable y al colapso de un puente similar. 
El puente es conocido localmente por estar marcado en la unidad de longitud llamada smoot, creada en 1958 como resultado de la particular idiosincrasia de los alumnos del MIT.

## Concepción
En 1874, la Legislatura de Massachusetts autorizó la construcción de un puente entre Boston y Cambridge, y en 1882 la legislación subsiguiente estableció su ubicación.
En principio, el puente debía tener un vano con una apertura de al menos 12 metros. Los intereses de Boston se opusieron al puente, principalmente porque no permitía un cruce elevado del Ramal Grand Junction del ferrocarril Boston & Albany Railroad. La legislación adicional modificó en 1885 la apertura a 11 m y no más, al menos hasta que los otros puentes situados aguas abajo de la ubicación propuesta dispusieran de una abertura más grande. Todavía no hubo avances sustanciales hasta 1887, cuando Cambridge solicitó a la Legislatura que obligara a Boston a proceder; la ley resultante exigió que cada ciudad pagara la mitad del costo y permitió a Boston recaudar con este fin hasta 250.000 dólares (8 480 000 en la actualidad), por encima de su límite de deuda. Esto implicó un costo estimado del puente de unos 500.000 dólares (alrededor de 16 960 000 con inflación). 
La Legislatura creó una comisión para el puente, compuesta por los alcaldes de Boston y Cambridge más un tercer comisionado designado por ambos alcaldes. Los alcaldes de Boston y Cambridge, Hugh O'Brien y William E. Russell, nombraron a Leander Greeley de Cambridge como el tercer comisionado, aunque este nombramiento cambió con el tiempo.
| Años      | Alcalde de Boston    | Alcalde de Cambridge | Tercer comisario                                                                            |
| --------- | -------------------- | -------------------- | ------------------------------------------------------------------------------------------- |
| 1887–1888 | Hugh O'Brien         | William E. Russell   | Leander Greeley                                                                             |
| 1889–1890 | Thomas N. Hart       | Henry H. Gilmore     | Leander Greeley                                                                             |
| 1891      | Nathan Matthews, Jr. | Alpheus B. Alger     | Leander Greeley (muerto el 15 de febrero de 1891 o el 16 de febrero de 1891) George W. Gale |

El informe de la comisión de 1892 afirmaba que:

El efecto que tendrá el puente sobre ambas ciudades es obvio. Las tierras bajas y las marismas en el lado de Cambridge, antes casi sin valor, se han rellenado y se han vuelto valiosas; y Cambridge está ahora conectada con las mejores partes residenciales de Boston. Los residentes de Back Bay, South End, Roxbury y otras secciones del sur de Boston ahora están conectados directamente, por medio del parque West Chester y el puente, con Cambridge, Belmont, Arlington y las ciudades adyacentes; y esta vía en Boston, se cree, será, en última instancia, la central de la ciudad.

### Nombre
El puente lleva el nombre del reverendo John Harvard (a la vez origen de la denominación de la Universidad de Harvard), en lugar del nombre de la universidad en sí. Entre otras denominaciones sugeridas se incluían Blaxton, Chester, Shawmut y Longfellow.

## Ingeniería

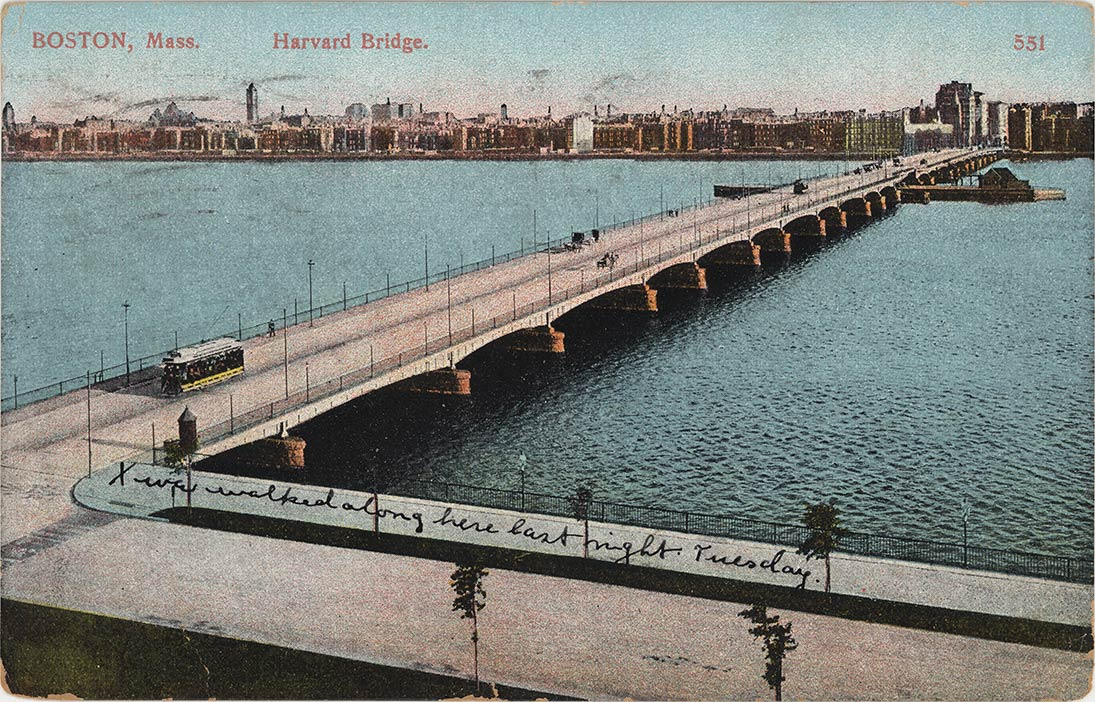
Postal que muestra el puente de Harvard mirando hacia Boston en 1910, desde el techo del Riverbank Court Hotel (ahora Maseeh Hall, un dormitorio del MIT)

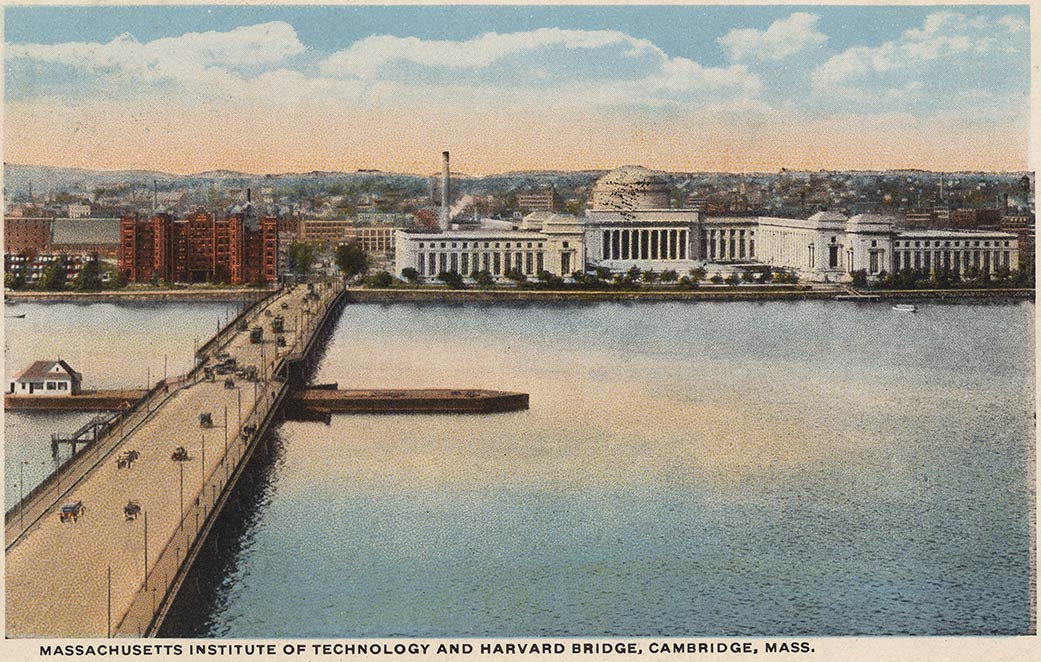
Postal que muestra el puente de Harvard mirando hacia Cambridge y el MIT, en algún momento entre 1916 y 1924

Originalmente proyectado como una estructura de pilares de madera con pavimento de piedra sobre sus primeros 61 m (debido a que se esperaba que la extensión del relleno de tierras junto al río Charles abarcara ese espacio), el diseño se modificó para que fuera completamente de hierro sobre pilares de piedra. Los planes generales se aprobaron el 14 de julio de 1887. Los ingenieros fueron William Jackson (ingeniero de la ciudad de Boston), John E. Cheney (asistente del ingeniero de la ciudad de Boston), Samuel E. Tinkham (ingeniero asistente) y Nathan S. Brock (ingeniero asistente para el puente).
Las condiciones del subsuelo en la ubicación del puente son extremas. Gran parte del suelo de Boston está formado por arcillas, pero la situación en el puente se ve agravada por una falla que sigue aproximadamente el curso del propio río Charles. Desde una profundidad de aproximadamente de entre 60 y 90 m por debajo de la superficie existente, se localiza una capa muy densa compuesta por grava y cantos rodados con una matriz limo-arcillosa. Por encima, y hasta unos 9 m por debajo de la superficie aparece la arcilla azul de Boston, sobre la que están depositadas capas finas de arena, grava y rellenos. La arcilla azul está sobreconsolidada hasta una profundidad de aproximadamente 20 m.
La subestructura originalmente consistía en dos estribos de mampostería y veintitrés apoyos también de mampostería, así como una base de pila con un dique de defensa perpendicular al puente para alojar el tramo giratorio. La superestructura estaba formada por veintitrés vanos fijos en voladizo alternados con vanos alargados mediante tableros de vigas intermedios suspendidos, con dos vanos giratorios sobre un apoyo central coincidente con el dique de defensa. El estribo del lado Boston descansa sobre pilotes, mientras que el extremo de Cambridge está cimentado directamente sobre la grava.
Cuando se construyó el puente a través del río Charles, conectaba West Chester Park, en Boston, con Front Street, en Cambridge. Esta calle ha pasado a llamarse Avenida Massachusetts a ambos lados del río. En el proyecto, la longitud total entre los centros de las juntas en los estribos era de 659,82 m, con vanos de 14,73 m de luz entre ejes de apoyo. El ancho del puente era de 21,13 m, excepto en el tramo giratorio.
Sin embargo, el puente tal como se construyó, estaba compuesto por tramos fijos y suspendidos alternados. Los fijos medían aproximadamente 23 m de luz entre ejes (19 m de luz neta descontando el ancho de los apoyos), y los  vanos  con tableros suspendidos intermedios alcanzaban los 32 metros de luz (28 m de paso descontando el ancho de los apoyos). Los tramos más cortos unían directamente dos voladizos, mientras que los tramos más largos contaban con un tablero suspendido intercalado entre los dos voladizos.
La calzada original contenía dos carriles para vehículos tirados por caballos y dos vías de tranvía, para un ancho total de 9,13 m. También disponía de dos aceras de 2,79 m de ancho. Los largueros originales de la calzada y de la acera eran de madera, con una capa de 32 mm de asfalto sobre las aceras y una de 51 mm sobre la calzada.
La excepción era el tramo giratorio, de 15 m de ancho total. Este tramo medía aproximadamente 45 m de largo, y cuando se giraba descansaba sobre un dique de madera (que también incluía la casa del encargado de abrir y cerrar el puente). El tramo giratorio era una estructura de doble cantilever, accionada eléctricamente.
El puente se abrió el 1 de septiembre de 1891. El costo original de construcción fue de 511.000 dólares (actualmente, unos 17 330 000 dólares).

## Mantenimiento y eventos

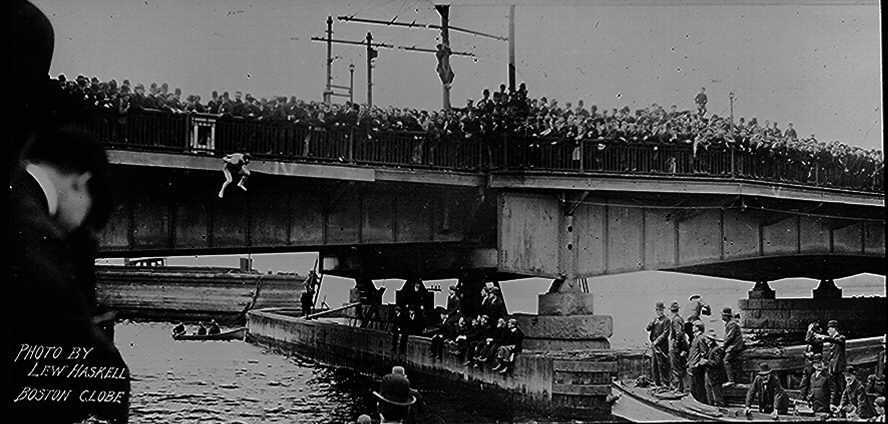
Harry Houdini salta desde el puente (1908)

En 1898, se instalaron carriles para bicicletas de 90 cm de ancho al lado de cada bordillo de la acera. En 2011 (113 años después), la Ciudad de Boston finalmente conectó estos carriles con su propia red de vías ciclistas.
Un rótulo cerca del extremo sureste del puente conmemora una de las "bien conocidas fugas" de Harry Houdini, durante la que saltó al agua desde el puente el 1 de mayo de 1908 (otras fuentes dan la fecha como 30 de abril de 1908).
El puente fue declarado inseguro en 1909, lo que requirió la sustitución de todo el hierro y el acero. La calzada se elevó ligeramente y se reemplazaron los rieles del tranvía.
Cuando la Comisión del Distrito Metropolitano (MDC) tomó el control del puente en 1924, reconstruyó gran parte de la superestructura. Se reemplazaron los largueros de madera con vigas de acero en "I", se recubrieron los elementos de la cubierta de madera con hormigón y ladrillo, y se reemplazaron de nuevo los rieles de los tranvías. El acero estructural reemplazó al hierro forjado de los elementos de los voladizos. El tramo giratorio se convirtió en dos vanos fijos de 27 m de luz, con la misma anchura que el resto del puente. El muelle de madera central fue muy modificado con hormigón y piedra para que se pareciera a los otros apoyos, pasando el número de apoyos de sillería iguales de 23 a 24.
La alta intensidad del tráfico en la intersección de Mass Ave y Memorial Drive en el extremo de Cambridge del puente propició la construcción de un paso subterráneo en 1931.
Anteriormente se hacía referencia al puente como el "puente del xilófono" debido al sonido que emitían sus cubiertas de madera cuando el tráfico rodaba sobre el tablero. Esta plataforma fue reemplazada en 1949 por una rejilla de acero de 76 mm de canto rellena de hormigón y recubierta con 6 cm de mezcla bituminosa. Se reemplazaron todos los dispositivos de dilatación y se retiraron los carriles del tranvía, al igual que los bloques de granito. Los postes del tendido eléctrico del tranvía fueron reutilizados para el alumbrado público. Se agregaron rampas entre el puente y la construcción de Storrow Drive.
Las losas de 1924 fueron reemplazadas en 1962 por losas pretensadas prefabricadas. Las quince juntas de expansión fueron reemplazadas o reparadas en 1969.

### Estudio de ingeniería, 1971-1972

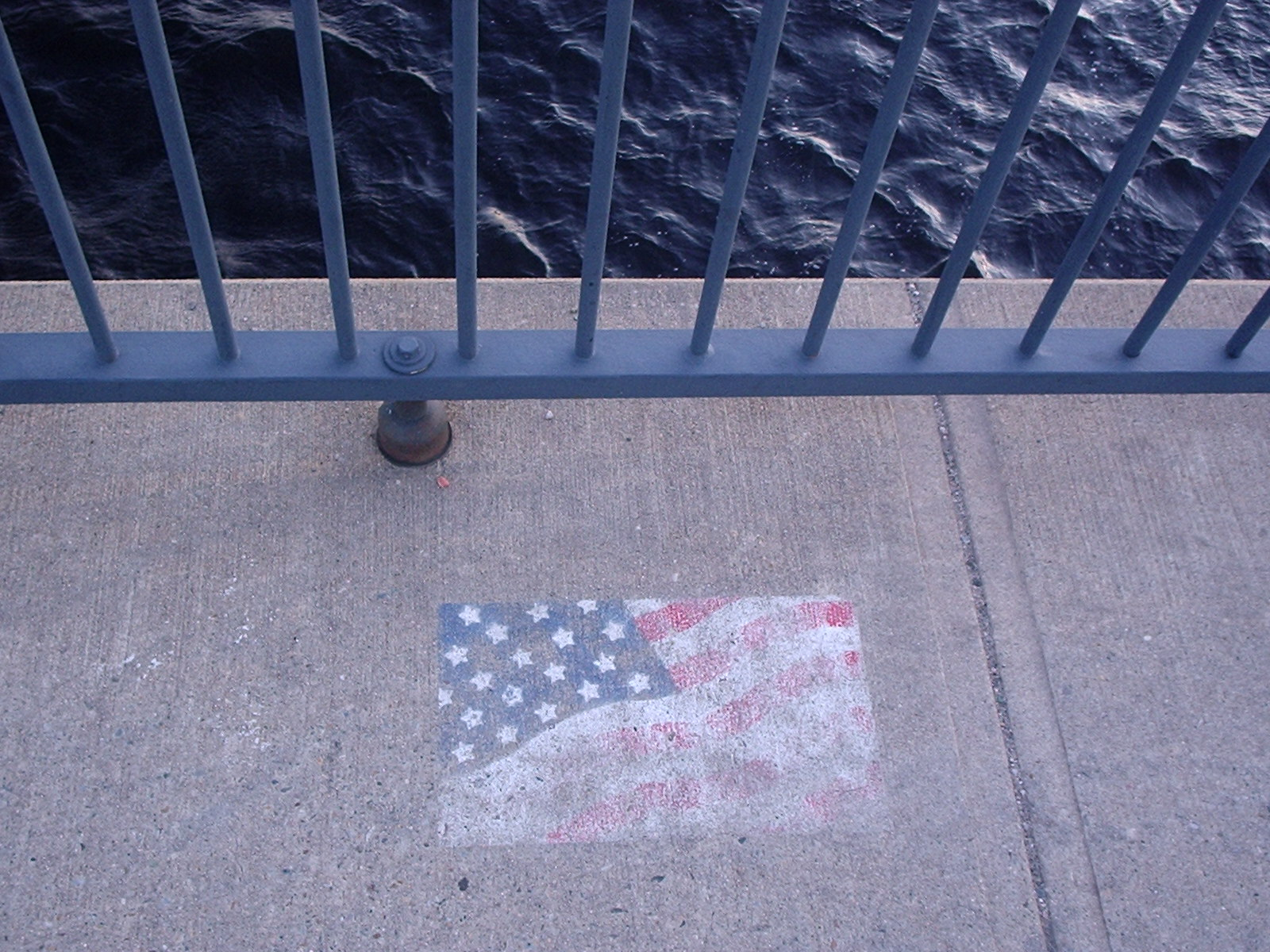
El puente de Harvard está decorado con dibujos tanto formales como caprichosos

La Comisión del Distrito Metropolitano realizó un estudio de ingeniería en 1971-1972 debido a las quejas de los usuarios por las vibración excesivas del puente. El estudio detectó que la resistencia de la estructura no era la adecuada para el tráfico que soportaba, por lo que se limitó la carga máxima a 7,3 toneladas por eje y a 14 por vehículo, restringiéndose el paso de los camiones (de 23 toneladas como máximo) a los carriles interiores, donde el puente era más fuerte.
El informe analizaba las pisibilidades de fortalecer la estructura existente, agregando puntales o placas para reforzar las cuatro vigas existentes a lo largo de la longitud del puente, o reemplazar la superestructura por una nueva, ya fuese de acero o de hormigón, de acuerdo con estándares actualizados. La recomendación final consistió en reemplazar la superestructura por una nueva que pesara aproximadamente lo mismo, con el propósito de poder reutilizar los apoyos, que estaban en buenas condiciones.
Se argumentó que el costo de una nueva estructura podría determinarse mucho más fácilmente que el costo de reparar y reforzar el puente existente. El nuevo puente resultante sería de materiales y calidad conocidos, como acero estructural dúctil AASHO HS-20, en lugar del hierro forjado de la antigua estructura, un material mucho más frágil. Por el contrario, la reparación de la estructura existente mantendría el antiguo hierro forjado de calidad y condiciones mecánicas inciertas, y no permitiría que el diseño se ajustara a las normas entonces vigentes. Se incluyeron cálculos detallados de ingeniería, que permitieron estimar precio del nuevo puente entre 2,5 y 3 millones de dólares  (unos 18 000 000 o 22 000 000 actualizados). 
La precaución tomada en base a este estudio fue establecer restricciones de carga en el puente, con un máximo de 14 toneladas en los carriles exteriores y de 23 en los carriles interiores. En 1979 se adoptó un único límite de 14 toneladas en todo el puente.

### Reemplazo de la superestructura, década de 1980
Después del colapso en 1983 del puente del río Mianus en Greenwich, Connecticut, el puente de Harvard se cerró e inspeccionó porque contenía elementos similares, específicamente los tramos suspendidos. El tráfico se restringió a los dos carriles internos debido al descubrimiento de dos voladizos con graves problemas en el tramo 14. Unos días después, se prohibió el paso de camiones y autobuses por el puente.
En 1986, se publicó un informe que contenía el plan para reemplazar la superestructura sobre los soportes existentes. Las alternativas consideradas fueron muy parecidas a las del informe de 1972 y se analizaron de manera similar. Con las modificaciones estructurales, se añadió la modificación de cuatro a seis vigas longitudinales con la misma forma y el reemplazo de una escalera que se ampliaba con una rampa peatonal para discapacitados en el extremo del puente de Boston.
La rampa "B", que conectaba los carriles del puente en dirección sur (con destino a Boston) y los de Storrow Drive en dirección este, hacía que el tráfico se uniera a Storrow Drive desde los carriles izquierdos (los de mayor velocidad) utilizando un carril de aceleración corto, lo que causó problemas de seguridad. El MDC solicitó la eliminación de esta rampa. En comparación con el tráfico total del puente, de 30.000 vehículos por día, se determinó que el tráfico en la rampa B era bajo, de aproximadamente 1500 vehículos por día, con un pico de 120 vehículos por hora.
El valor histórico del puente se consideró significativo, por lo que el plan era hacer que la nueva superestructura pareciera similar a la antigua, con barandillas e iluminación similares. Para documentar la estructura preexistente, se preparó un Registro Histórico de Ingeniería Estadounidense (HAER). El apoyo 12 mostraba desplazamientos inapropiados y se programó su refuerzo.
El trabajo se realizaría en dos fases. La fase 1 reforzaría el lado aguas abajo del puente para permitir el tráfico de autobuses públicos, y se esperaba que durase 5 meses. La mayor parte de este refuerzo se localizaría en la parte inferior del puente y no afectaría al tráfico existente. La fase 2 reemplazaría toda la superestructura y se esperaba que se necesitasen tres temporadas de construcción para completarla. El costo estimado fue de 20 millones de dólares (56 000 000 actualizados). La fase 1 terminó en 1987 y la fase 2 en 1990.

### Eventos posteriores
En el otoño de 2014, la Charles River Conservancy anunció que un donante anónimo financiaría una actualización de las luces de la calle tanto para la carretera como para ambas aceras en el puente. La nueva calzada y la iluminación estética se instalaron en 2015, destacando las marcas de medida en smoots a lo largo de la acera. El diseño fue seleccionado después de un concurso ganado por Miguel Ángel Rosales de Rosales + Partners. Los postes de luz se colocaron cada 30 smoots (51,05 m). "Proporcionará una iluminación segura para peatones y conductores, y los elementos de diseño en el puente quedarán resaltados. Se convertirá en un puente realmente hermoso", dijo Renata von Tscharner, fundadora y presidenta de la Charles River Conservancy.

## Smoots

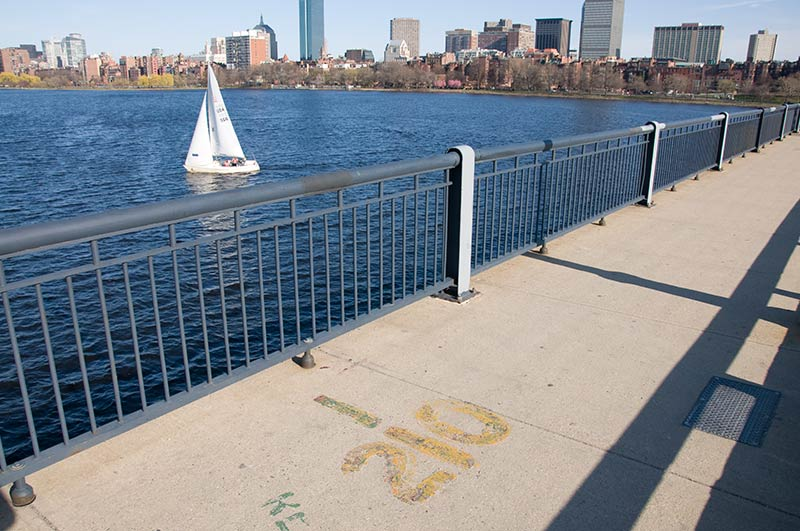
Marca de 210 smoots, en la acera del lado este del puente

El puente de Harvard está marcado en una unidad de medida creada en Boston, el smoot. 
En 1958, los miembros de la fraternidad Landa Chi Alfa del MIT midieron la acera oriental del puente utilizando como patrón al estudiante novato más bajo de aquel año, Oliver Smoot, que medía 5 pies y 7 pulgadas (1,70 m). Años después de esta humorada, Smoot se convirtió en presidente del American National Standards Institute (ANSI), y más tarde presidente de la Organización Internacional de Normalización (ISO).
Marcadores pintados cada 10 smoots indican la distancia a la orilla del lado Boston, con una longitud total de 364,4 smoots "más una oreja". Originalmente, se podía leer "más o menos una oreja", lo que representa la incertidumbre de la medida, pero en los últimos años desapareció la expresión "o menos". Las marcas son repintadas dos veces al año por miembros de la fraternidad, originalmente de forma subrepticia y en la actualidad abiertamente.     
Durante la reconstrucción principal en la década de 1980, las nuevas aceras se dividieron en losas de un smoot de longitud en lugar de los seis pies estándar, y las marcas de smoot se pintaron en la nueva cubierta. La determinación original de los funcionarios de omitir las marcas de smoot del puente reconstruido, y de evitar escrupulosamente que la fraternidad las repintara, se desestimó cuando se dieron cuenta de que la policía usaba habitualmente las marcas de smoot como puntos de referencia en los informes de accidentes.
La longitud nominal de 364,4 smoots (de dos puntos designados en los extremos del puente) corresponde a aproximadamente 2030 pies o 620 m, algo menos que los 660 m de longitud "oficial" del puente. Una posible causa es que en 1958, las rampas en Storrow Drive a ambos lados del puente interrumpieron la acera. Un puente de 659,82 m corresponde a 387,7 smoots ± una oreja. 